# فورت فرانک
فورت فرانک (انگلیسی: Fort Frank) یا جزیره کارابائو جزیره‌ای در خلیج مانیل، فیلیپین است که تحت کنترل نیروهای نظامی آمریکا است، در این جزیره استحکاماتی برای ارتش آمریکا در اوایل دهه ۱۹۰۰ میلادی ساخته شده‌است.